# Avatar: El sentit de l'aigua
Avatar: El sentit de l'aigua (originalment en Hispanoamérica en Catala, Avatar: El cami de l'aigua), també coneguda com a Avatar 2, és una pel·lícula de ciència-ficció èpica estatunidenca de 2022 dirigida i produïda per James Cameron, qui també ha coescrit el guió amb Rick Jaffa i Amanda Silver, a partir d'una història que els tres van escriure juntament amb Josh Friedman i Shane Salerno. Distribuïda per 20th Century Studios, és la seqüela de la pel·lícula Avatar (2009) i la segona entrega de la saga de pel·lícules d'Avatar. Sam Worthington, Zoe Saldana, Stephen Lang, Giovanni Ribisi, Joel David Moore, Dileep Rao, CCH Pounder i Matt Gerald reprenen els seus papers de la pel·lícula original, a més a més, Sigourney Weaver torna amb un paper addicional. Altres actors que s'uneixen al repartiment són Kate Winslet, Cliff Curtis, Edie Falco i Jemaine Clement. En aquesta pel·lícula, Jake Sully (Worthington), ara Na'vi, i la seva família, sota una altra amenaça humana busquen refugi amb el clan Metkayina, a Pandora.
Cameron, que el 2006 havia dit que li agradaria fer seqüeles d'Avatar si aquesta tingués d'èxit, va anunciar les primeres dues el 2010, després del gran èxit de la primera pel·lícula, amb Avatar: El sentit de l'aigua encaminat a estrenar-se el 2014. Tot i així, l'addició de dues seqüeles més, per fer un total de cinc pel·lícules, i la necessitat de desenvolupar noves tecnologies per tal de gravar la captura de moviments de les escenes sota l'aigua, una fita mai aconseguida, va portar a retards significatius perquè l'equip tingués més temps per treballar en el guió, la preproducció i els efectes visuals. El rodatge, que es vagravar juntament amb la tercera entrega, comença a Manhattan Beach, Califòrnia el 15 d'agost de 2017, i al cap d'un mes, el 25 de setembre, el rodatge es trasllada a Wellington, Nova Zelanda i acaba a finals de setembre de 2020 després de tres anys de rodatge. Amb un pressupost estimat d'entre 350 i 460 milions de dòlars, es tracta d'una de les pel·lícules més cares de la història.
Avatar: El sentit de l'aigua s'estrena mundialment el 6 de desembre de 2022 a Londres i el 16 de desembre de 2022 a cinemes estatunidencs. La pel·lícula ha tingut una bona rebuda i els crítics n'elogiaren el efectes visuals i les fites tecnològiques, però en criticaren la història i la llargada. La pel·lícula ha recaptat més de 2.056 bilions de dòlars mundialment, convertint-se en la pel·lícula més taquillera de 2022 i la setena de la història. Va ser la sisena pel·lícula més ràpida en aconseguir més d'un bilió de dòlars en taquilla.
La pel·lícula ha estat doblada al català.

## Argument
Dotze anys després que els Na'vi guanyessin la batalla contra la RDA i evitessin la invasió humana, Jake Sully ara és el cap dels omaticaya i té quatre fills amb la Neytiri, dos fills, en Neteyam i en Lo'ak i dues filles, la Tuk i la Kiri, qui és la filla de la Grace Augustine i que van adoptar. Els seus fills són molt amics de l'Spider, el fill del Coronel Miles Quaritch i que és humà. Per la seva banda, la RDA continua preparant Pandora per tal de colonitzar-la, doncs la Terra està morint. Entre els nous arribats hi ha Quaritch, qui va morir però van implantar la seva memòria a un avatar i ara és el líder.
Una any més tard, en Jake lidera atacs contra la RDA, però durant un dels atacs, Quaritch i el seu equip capturen als fills d'en Jake. En Jake i la Neytiri arriben a temps per alliberar-los, però Spider queda pres per Quaritch, qui el reconeix com el seu fill. La RDA intenta, sense èxit, que Spider els doni informació sobre els na'avi. Quaritch decideix passar més temps amb el seu fill i a canvi, Spider ensenya a Quaritch la cultura i llengua na'vi. En Jake i la seva família decideixen exiliar-se i deixar els omaticaya, ja que Spider sap on està la tribu i això els posa en perill. La família arriba a la costa est de Pandora i troben al clan dels metkayina. Tot i que aconsegueixen refugi, la família no és ben rebuda a causa que tenen herència humana (en Jake, en Lo'ak i la Kiri tenen deu dits i no vuit). Tot i això, la família aprèn les tradicions i costums del nou clan, la Kiri desenvolupa una unió espiritual amb el mar i les criatures i en Lo'ak es fa amic de la Tsireya, la filla del cap del clan, en Tonowari, i la Ronal.
En Lo'ak es baralla l'Aonung, el germà de la Tsireya. Quan va demanar perdó, l'Aonung i els seus amics el conviden a anar fins a un territori d'un depredador de mar, però a l'hora de tornar el deixen al mig del mar sol. En Lo'ak és salvat per en Payakan, un Tulkun (una espècie de cetacis que els metkayina consideren la seva família espiritual). Al tornar, li diuen a Lo'ak que en Payakan va ser expulsat del grup de Tulkuns. Durant un viatge a l'arbre dels esperits dels metkayina, la Kiri s'hi connecta i es troba amb la seva mare, però la trobada és curta ja que la Kiri es desmaia. A petició d'en Jake, en Norm Spellman i en Max Patel van fins al clan dels metkayina per ajudar a la Kiri. Li diagnostiquen epilèpsia i diuen que no es torni a connectar a l'arbre dels esperits. En Quaritch detecta la nau amb la que Spellman i Patel es desplacen i d'aquesta manera és capaç de localitzar on està en Jake. En Quaritch i el seu equip viatgen per tot l'arxipèlag i, utilitzant la violència, interroguen a les tribus locals sobre en Jake. Quan això no dona resultat, Quaritch dona la ordre de matar Tulkuns per tal que en Jake surti, doncs sap que això enfadarà als clans.
Quan els metkayina descobreixen que han matat a Tulkuns, en Lo'ak marxa a avisar en Payakan, juntament amb els seus germans, la Tsireya, l'Aonung i en Rotxo. Troben en Payakan sent perseguit pels caçadors i el Lo'ak, la Tsireya i la Tuk són capturats pel Quaritch. La Neytiri i en Jake estan disposats a lluitar contra els humans, però en Quaritch obliga en Jake a rendir-se. Mentre, en Payakan, al veure que en Lo'ak es troba en perill, ataca al caçadors i inicia una batalla que mata a quasi tota la tripulació i destrueix part del vaixell. En Neteyam salva en Lo'ak, la Tsireya i l'Spider, però en Quaritch el dispara i poc després mor. Jake s'enfronta a Quaritch, qui té a Kiri com a ostatge. Neytiri fa el mateix amb Spider, però en un principi Quaritch nega la relació amb ell, però finalment acaba desistint quan Neytiri fa un tall al pit de Spider i amenaça en matar-lo.
En Jake i en Quaritch i la Neytiri i la Tuk, acaben atrapats a dins el vaixell, que s'està enfonsat. En Jake lluita amb Quaritch i el deixa inconscient i és rescatat pel seu fill, en Lo'ak, i en Payakan. Mentre, la Kiri rep l'ajuda de criatures marines per salvar a la seva mare i germana. L'Spider salva en Quaritch però no marca amb ell i es torna a unir a la família d'en Jake. Després del funeral d'en Neteyam, Jake informa a Tonowari i Ronal que deixarà els metkayina. En Tonowari, l'identifica com a part del seu clan i convida a que es quedi tota la família. En Jake i els seus accepten i es queden al mar, amb Jake prometent que tornarà a iniciar la seva campanya contra les invasions humanes.

## Repartiment
| Personatge              | Intèrpret           | Doblatge en català |
| ----------------------- | ------------------- | ------------------ |
| Jake Sully              | Sam Worthington     | Daniel García      |
| Neytiri                 | Zoe Saldaña         | Marta Barbarà      |
| Kiri                    | Sigourney Weaver    | Soraya Pérez       |
| Dra. Grace Augustine    | Sigourney Weaver    | Maria Lluïsa Solà  |
| Coronel Miles Quaritch  | Stephen Lang        | Jordi Boixaderas   |
| Ronal                   | Kate Winslet        | Diana de Guzmán    |
| Tonowari                | Cliff Curtis        | Raúl Llorens       |
| Dr. Norm Spellman       | Joel David Moore    | Manel Gimeno       |
| Mo'at                   | CCH Pounder         | Alicia Laorden     |
| General Frances Ardmore | Edie Falco          | Neus Sendra        |
| Capità Mick Scoresby    | Brendan Cowell      | Eduard Doncos      |
| Dr. Ian Garvin          | Jemaine Clement     | Carles di Blasi    |
| Neteyam                 | Jamie Flatters      | David García Llop  |
| Lo'ak                   | Britain Dalton      | Iván Priego        |
| Tuktirey «Tuk»          | Trinity Jo-Li Bliss | Airí Cors          |
| Miles «Spider» Socorro  | Jack Champion       | Jaume Ibars        |
| Tsireya «Reya»          | Bailey Bass         | Aina Quiñones      |
| Aonung                  | Filip Geljo         | Lluís Torrelles    |
| Parker Selfridge        | Giovanni Ribisi     | Xavier Serrano     |
| Dr. Max Patel           | Dileep Rao          | Toni Mora          |
| Coronel Lyle Wainfleet  | Matt Gerald         | Ricky Coello       |

- Sam Worthington és Jake Sully, qui abans era humà i va enamorar-se de la Neytiri, amb qui té quatre fills. També es va fer amic dels Na'vi després d'entrar al programa Avatar i durant el conflicte amb els humans, Sully va posar-se a favor dels Na'vi i això els porta a la victòria. Va abandonar el seu cos humà per convertir-se en Na'vi permanentment i és el líder dels omaticaya.[16][17]
- Zoe Saldaña és Neytiri, la filla de l'anterior cap dels omaticaya i la pròxima xaman. És la parella d'en Jake i té quatre fills.[16][17]
- Sigourney Weaver és Kiri Sully, la filla de l'avatar de Grace Augustine i que va ser adoptada per en Jake i la Neytiri.[18] Weaver ja va aparèixer a la primera pel·lícula en el paper de Grace Augustine i, tot i que ella i Cameron van dir que apareixeria a les seqüeles, el 2014 Weaver va confirmar que no interpretaria al mateix personatge.[3][19][20] Com la majoria del repartiment, va aprendre apnea per poder gravar les escenes sota l'aigua.[21]
  - Weaver també reprèn el paper de la Dra. Grace Augustine, una científica humana que va posicionar-se a favor dels Na'vi i que va morir durant el conflicte. Tot i la seva mort, el se avatar va donar llum a la Kiri. En aquesta pel·lícula apareix en un vídeo i com una visió espiritual.
- Stephen Lang és el coronel Miles Quadritch, un oficial militar humà que formava part de la RDA i va liderar el conflicte amb els Na'vi. Després que fos mort per Neytiri el 2154,[22] és reviscut i la seva memòria és passada a un avatar i ara busca venjança contra Jake i la seva família.[22] El 2010, Cameron va dir que Lang tornaria en les primers tres seqüeles i va dir que els personatge tindria algun desenvolupament poc esperat. Més endavant va confirmar que Quaritch seria el principal antagonista en les quatre seqüeles.[23][24]
- Kate Winslet és Ronal, la dona de Tonowari, el líder dels metkayina i qui està embarassada.[25][26] Parlant sobre Ronal ,Winslet va dir que és un personatge important però "relativament petit" si es té en compte la durada de la pel·lícula, doncs per rodar les seves escenes només es va necessitar un mes.[27] Igual que bona part del repartiment, Winslet va aprendre apnea i durant el rodatge va aguantar la respiració més de set minuts, un nou rècord per una escena rodada sota l'aigua.[27][28]
- Cliff Curtis és Tonowari, el líder del clan metkayina i l'home de la Ronal.[29]
- Joel David Moore és el Dr. Norman Spellman, un antic membre del programa Avatar que va posicionar-se a favor dels Na'vi durant la primera pel·lícula.[30]
  - Moore també interpreta a Spellman quan està en el seu avatar Na'vi.
- CCH Pounder és Mo'at, la xaman dels omaticaya i la mare de Neytiri.[31][32]
- Edie Falco és la General Frances Ardmore, la comandant a càrrec dels interessos de la RDA.[33]
- Jemaine Clement és el Dr. Ian Garvin, un biòleg marí.[34]
- Jamie Flatters és Neteyam te Suli Tsyeyk'itan, el primer fill d'en Jake i la Neytiri.[35][36]
- Britain Dalton és Lo'ak te Suli Tsyeyk'itan, el segon fill d'en Jake i la Neytiri.[35][36]
  - Chloe Coleman és Lo'ak de jove.[37]
- Trinity Bliss és Tuktirey "Tuk" te Suli Neytiri'ite, la filla més jove d'en Jake i la Neytiri.[35][36][38]
- Jack Champion és Miles Quaritch "Spider" Socorro, el fill adolescent de Quaritch que va néixer a Pandora i que va créixer al planeta. És un gran amic dels fills d'en Jake i la Neytiri.[35][36][39]
- Bailey Bass és Tsireya ("Reya"), la filla d'en Tonowari i la Ronal.[35][36]
- Filip Geljo és Anoung, el fill de Tonowari i Ronal.[35][36]
- Duane Evans Jr. és Rotxo, un jove caçador del clan dels metkayina.[35][36]
- Giovanni Ribisi és Parker Selfridge, un antic administrador de la RDA que apareix en un vídeo fet per l'avatar d'en Quaritch.[40]
- Dileep Rao és el Dr. Max Patel, un científic que treballava al programa Avatar i que va donar suport a la rebel·lió d'en Jake.[41]
- Matt Gerald és el Corporal Lyle Wainfleet, un mercenari humà que va lluitar i morir durant la batalla entre els Na'vi i la RDA de 2154. És reviscut en un avatar i està sota les ordres de Quaritch. L'Agost de 2017, Gerald va anunciar que reprendria el seu paper de la primera pel·lícula.[42]

### Veus addicionals en català
El doblatge compta amb les veus addicionals de:
- Dídac Badias
- Lara Berot
- Rafael Calvo Suárez
- Ferran Carnicero
- Oriol Conangla
- Jaume Cuartero
- Ariadna de Guzmán
- Genís Espi
- Óscar Fernández
- Mariola Fustier
- Sara Gómez
- Ainhoa Maiquez
- Cesc Martínez
- César Martínez Esparza
- Xavier Massip
- Jana Massot
- Anna Mestre
- Toni Molías
- Biel Molina
- Laura Montero
- Vicent Ortega
- Eric Palau
- Adrià Pinesa
- Francesc Pujol
- Marc Roda
- Miquel Roldán
- Daniel Romero
- Àlex Rodés
- Laia Sánchez
- Max Schülber
- Meritxell Sota
- Juan José Valero

## Doblatge al català

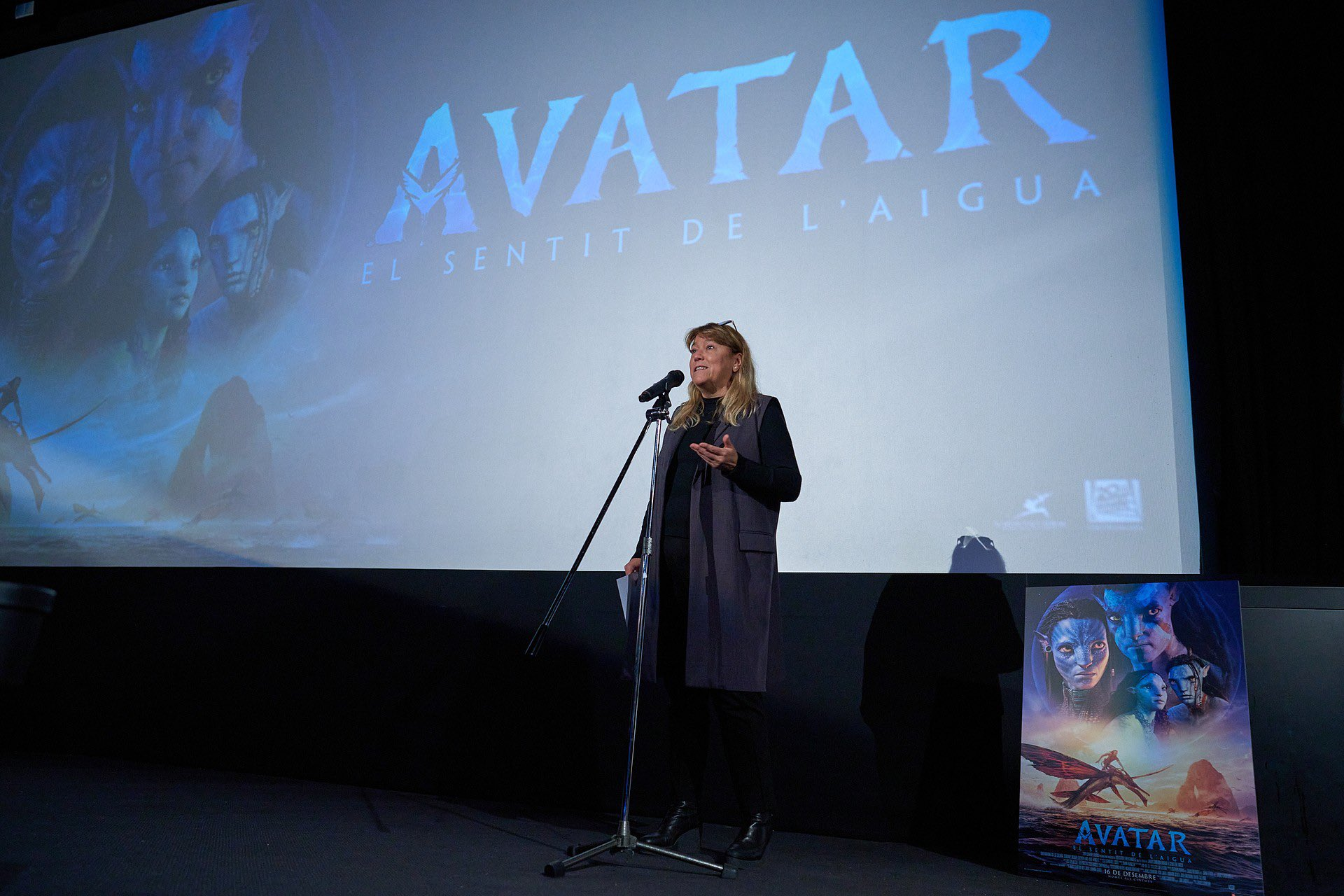
Discurs de Natàlia Garriga en l'estrena especial en català.

El 2021, Departament de Cultura va demanar a Disney que es doblés la pel·lícula tenint el compte de l'impacte de la primera pel·lícula d'Avatar, que no va adaptar-se al català. El doblatge al català es va subvencionar amb 59.900 euros, unes ajudes públiques que impliquen el cartell i el tràiler en català. Les condicions exigien Disney a distribuir-la en almenys 25 sales de cinema.
La poca disponibilitat de la versió en català als cinemes va despertar crítiques de diversos usuaris i de la Plataforma per la Llengua. El 7 de desembre, l'entitat per la llengua va denunciar que l'oferta en català era del 3% en comptes del mínim legal del 25%, tal com estipula la llei del cinema de Catalunya. En total, la pel·lícula en català es va poder veure en quaranta sales de cinema. Tanmateix, a les illes Balears, només es va poder veure a una única sala i durant una setmana. El 18 de desembre, l'escriptor Albert Villaró va denunciar a Twitter que als Cinemes Illa d'Escaldes, les úniques sales d'Andorra, la pel·lícula només estava disponible en castellà i en versió original subtitulada en castellà i, per tant, obviada la versió en català, feta en l'única llengua oficial de l'estat pirinenc.
La consellera de Cultura de la Generalitat de Catalunya, Natàlia Garriga, va participar en l'estrena especial de Cinesa Diagonal de Barcelona. El primer cap de setmana prop de 5.000 persones van veure el doblatge en català, prop de 2.000 de les quals ho van fer en la versió en 3D, amb una recaptació global en català de 36.412 euros.
El doblatge va ser produït per SDI Media i dirigit per Quim Roca a partir de la traducció de Josep Llurba. Compta amb les veus de Daniel García (Jake Sully), Marta Barbarà (Neytiri), Soraya Pérez (Kiri) i Jordi Boixaderas (Quaritch), entre d'altres.

## Màrqueting

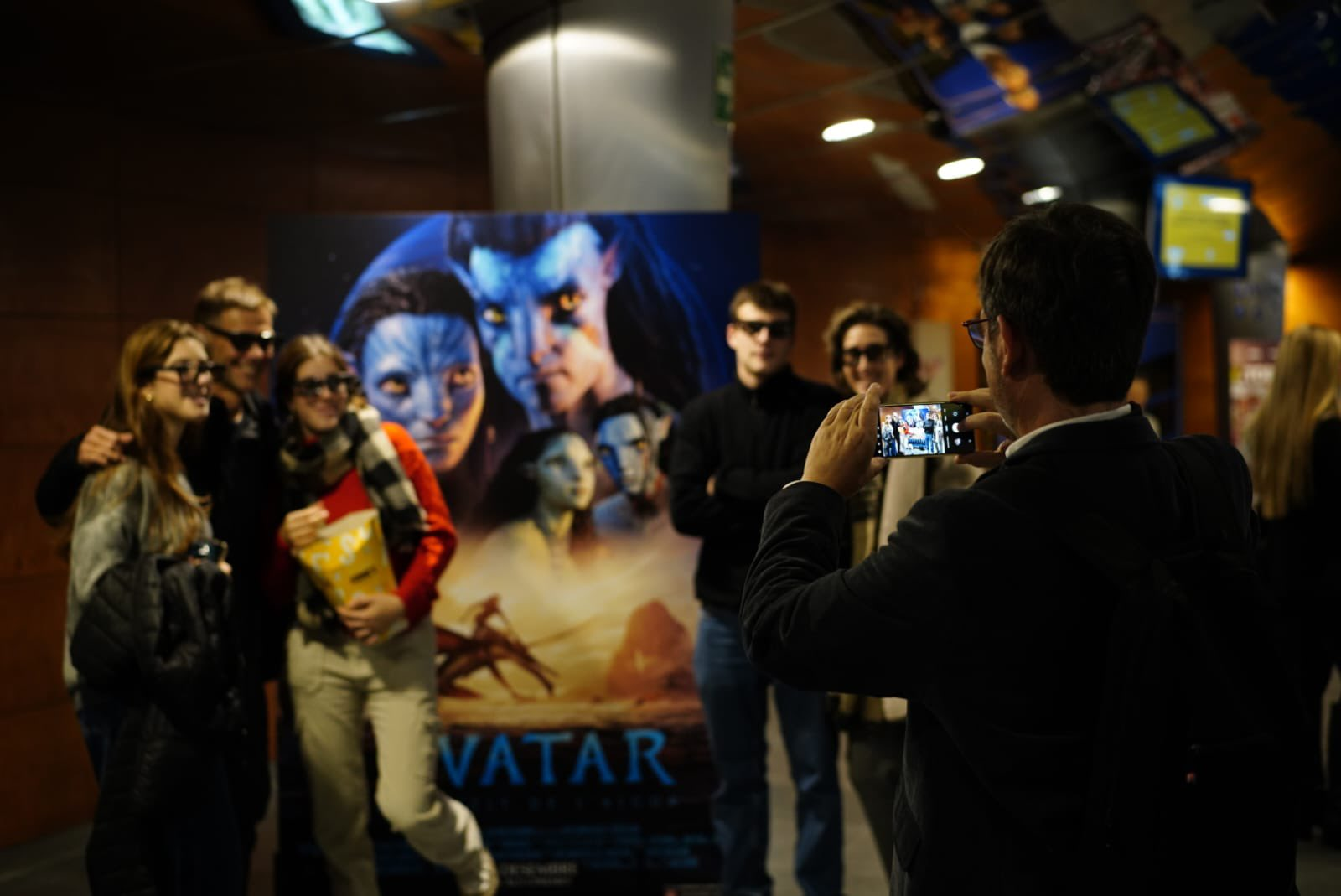
Fotoreclam de la pel·lícula.

Steven Gould ha sigut contractat per a escriure quatre novel·les basades en les quatre seqüeles, començant amb Avatar: El sentit de l'aigua.

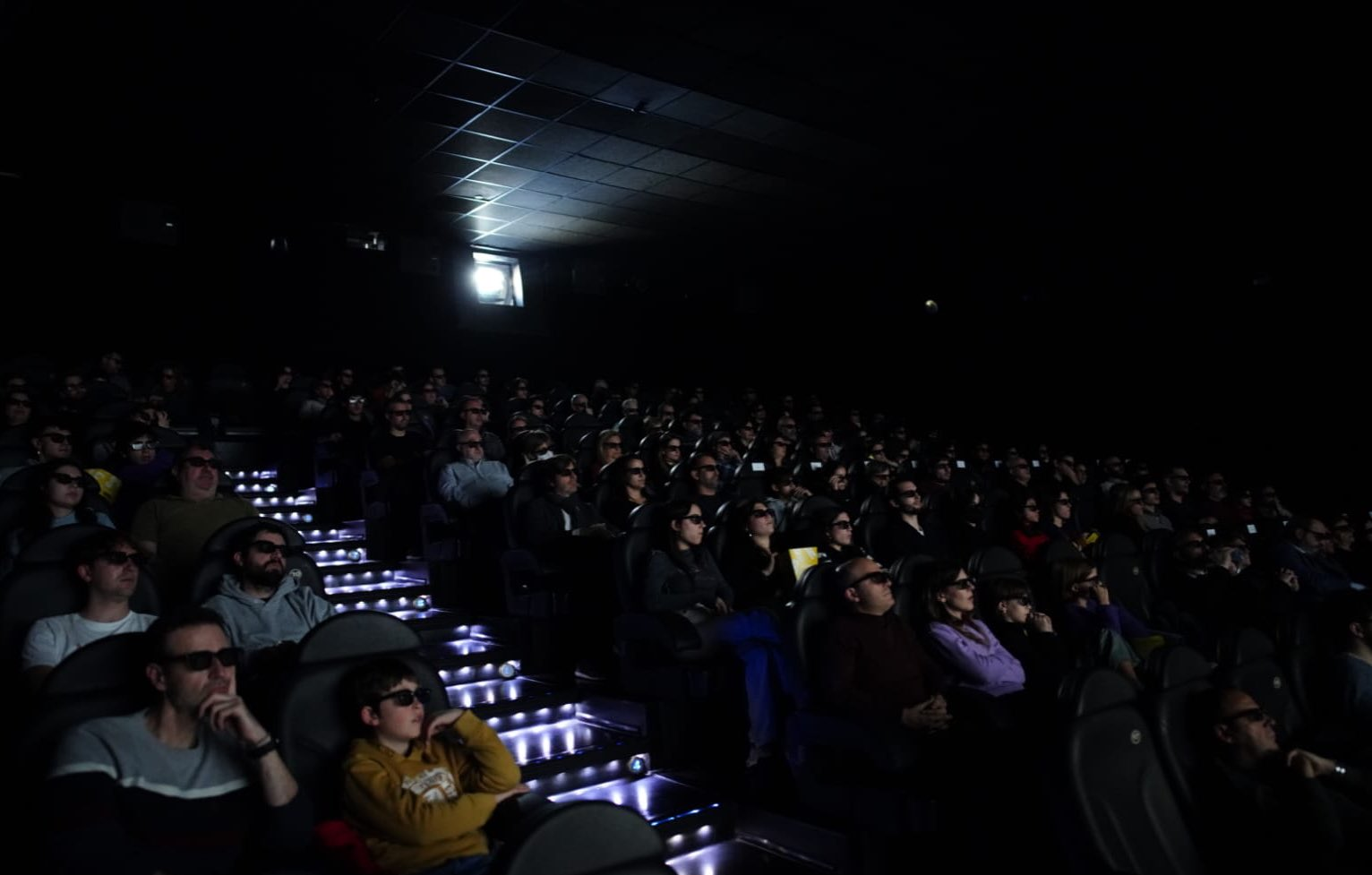
Espectadors de la pel·lícula amb ulleres 3D.

Després que diversos mitjans compartissin rumors de títols potencials per a les seqüeles d'Avatar, inclòs Avatar: The Way of Water per a Avatar 2, Cameron va confirmar que els títols esmentats estaven «entre els títols que estan en consideració, però encara no s'han pres decisions finals». El primer avenç va sortir a la llum a la CinemaCon de 2022, i es va publicar al costat de l'estrena de Doctor Strange in the Multiverse of Madness el 6 de maig de 2022. El 30 d'abril de 2022, es van revelar quatre imatges de la primera mostra de les aventures dels Navi dins i fora de les costes de Pandora. El títol es va anunciar oficialment a la CinemaCon de 2022 i l'avanç es va llançar en línia el 9 de maig de 2022. L'avançament va finalitzar la seva primera finestra en línia de 24 hores amb 148,6 milions de visites, incloses 23 milions només a la Xina, segons Disney i 20th Century. La revista Empire va publicar noves fotos el 30 de juny de 2022, en les quals es mostrava a Kate Winslet en la seva forma de Navi. Es van publicar noves fotos on es mostra a Sigourney Weaver en el paper de la filla adolescent adoptada de Jake i Neytiri Navi, Kiri.

## Recepció

### Recaptació
A dia de gener de 2023, la pel·lícula havia recaptat 604.9 milions de dòlars als Estats Units i Canadà, i 1.451 milions de dòlars en altres territoris, per un total mundial de 2.056 milions de dòlars. Va tenir una obertura mundial de 441,7 milions de dòlars, l'11a més gran de tots els temps i la 3a més gran durant la pandèmia de COVID-19, darrere de Spider-Man: No Way Home (601 milions de dòlars) i Doctor Strange in the Multiverse of Madness (452,4 milions de dòlars). IMAX va recaptar 48,8 milions de dòlars, el 2n millor cap de setmana mundial per a una pel·lícula estrenada als cinemes IMAX. És la segona pel·lícula més taquillera del 2022. A més, és la 4a pel·lícula que assoleix la fita de mil milions de dòlars durant la pandèmia, després de Spider-Man: No Way Home, Top Gun: Maverick i Jurassic World Dominion, així com la 6a més ràpida en assolir la fita en general.

### Crítica
El director de cinema Albert Serra va definir la pel·lícula com a «dibuixos animats lletjos i horribles» amb personatges que tenen cares que «creen repulsió». El cineasta va afegir que «no es pot considerar una pel·lícula» perquè «és una pirotècnia visual per fer-se en teatres» i, per tant, «no té gens d'interès».

### Premis i nominacions
Als Premis Oscar de 2022, Avatar: El sentit de l'aigua va estar nominat al de millor imatge, el de millor so i el de millor producció de disseny, i va guanyar el de millors efectes visuals. Altres nominacions de la pel·lícula inclouen dos Premis Annie (que finalment va rebre), dos Premis BAFTA (dels quals en va obtenir un), cinc Premis Critics' Choice Movie (dels quals en va aconseguir un), i dos Premis Globus d'Or. Va ser nomenada una de les deu millors pel·lícules del 2022 pel National Board of Review i per l'American Film Institute.

## Seqüeles
Avatar: El sentit de l'aigua és la primera de les quatre seqüeles d'Avatar previstes; Avatar 3 es va començar a gravar simultàniament amb Avatar: El sentit de l'aigua a Nova Zelanda el 25 de setembre de 2017. Els membres del repartiment d'Avatar: El sentit de l'aigua Sam Worthington, Zoe Saldana, Stephen Lang, Sigourney Weaver, CCH Pounder, Cliff Curtis, Giovanni Ribisi, Joel David Moore, Dileep Rao, Matt Gerald i Oona Chaplin també en seran d'Avatar 3.
Avatar 4 i 5 es començaran a gravar tan bon punt es finalitzi Avatar: El sentit de l'aigua i 3. Avatar 4 es preveu que es gravi en parts d'Estònia a causa dels paral·lelismes que Cameron ha establert entre la primera pel·lícula d'Avatar i la cultura estoniana.
Encara que les últimes dues seqüeles han rebut llum verda, Cameron va dir en una entrevista el 26 de novembre de 2017 que "admetem-ho, si Avatar: El sentit de l'aigua i Avatar 3 no recapten prou diners, no hi haurà 4 i 5". David Thewlis va confirmar-ho el febrer de 2018, dient que "estan fent la 2 i 3, veuran si la gent va a veure-les, i llavors faran la 4 i 5."